# Bobby Timmons
Robert Henry "Bobby" Timmons (19 december 1935 i Philadelphia – 1 marts 1974 i New York) var en amerikansk pianist og komponist.
Timmons kom frem i Art Blakey´s Jazz Messengers (1958-1961), og blev berømt på sine kompositioner Moanin og Dat Dere, som i dag hører til jazzen´s standard rep.
Han har også spillet med Cannonball Adderley, Chet Baker, Kenny Dorham, Hank Mobley, Lee Morgan, Donald Byrd, Sonny Stitt, Curtis Fuller og Maynard Ferguson.
Timmons Lavede omkring seksten plader i eget navn.

## Diskografi

### i eget navn
- This Here is Bobby Timmons
- Soul Time
- Easy Does It
- In Person
- Sweet an Soulfull Sounds
- Born To Be Blue!
- From The Bottom
- Little Barefoot Soul
- Chun-King
- Workin´Out!
- Holiday Soul
- Chicken and ´Dumplin´s
- The Soul Man!
- Soul Food
- Got to Get it!
- Do You Know The Way?

### Med Art Blakey
- Moanin
- Drums Around The Corner
- 1958 – Paris Olympia
- At the Jazz corner of the World
- The Big Beat
- Like Someone In Love
- A Night In Tunisia
- Meet You at the Jazz Corner of the World
- The Witch Doctor
- The Freedom Rider

### Med Cannonball Adderley
- The Cannonball Adderley Quintet in San Francisco
- Them Dirty Blues

### Med Lee Morgan
- The Cooker
- Lee-Way

### Med Chet Baker
- Chet Baker Big Band
- Chet Baker and Crew

### Med Hank Mobley
- Hank

### Med Curtis Fuller
- The Opener

### Med Kenny Dorham
- Round About Midnight at the Café Bohemia